# Guerra filipino-estatunidenca
La Guerra filipino-estatunidenca també coneguda com la Guerra filipina per la independència (1899-1902) fou un conflicte armat entre els Estats Units i Filipines. El conflicte sorgí arran dels impulsos independentistes de la Primera República Filipina, aleshores sota control americà. La guerra forma part d'una sèrie de conflictes que precediren independència filipina en els quals també hi ha la Revolució Filipina i la Guerra Hispano-estatunidenca.

## Antecedents
Els líders filipins reclamaven més poder de decisió a les corts espanyoles, ajudats per les idees de la Il·lustració i un tracte fiscal més favorable. El descontentament de la població davant la situació colonial va provocar que en 1896 s'iniciés la Revolució Filipina. Un dels seus líders, Emilio Aguinaldo, exiliat a Hong Kong després del Pacte de Biak-na-Bató, va acostar-se als Estats Units per aconseguir el seu suport contra els espanyols (els esdeveniments que van provocar la Guerra Hispano-estatunidenca van ajudar a aquest apropament) i va proclamar la independència en 1898. Els Estats Units, però, van decidir apropiar-se del territori i el tractat de París de 1898, que posava final a la guerra Hispano-estatunidenca va cedir les illes als Estats Units.
El 23 de gener de 1899 es va promulgar la Constitució de la República Filipina, anomenada República de Malolos, i Emilio Aguinaldo va ser nomenat president.

## La guerra
Els combats entre les forces dels Estats Units d'Amèrica i les de la Primera República Filipina van esclatar el 4 de febrer de 1899 després de l'assassinat d'un soldat filipí per un guàrdia nord-americà en creuar el Pont de Sant Joan., en el que es va conèixer com la batalla de Manila de 1899. El 2 de juny de 1899, la Primera República de Filipines va declarar oficialment la guerra als Estats Units.
El president filipí Emilio Aguinaldo va dirigir les tropes filipines contra les forces superiors dels ocupants. Tot i derrotes successives, va continuar la lluita en retirada, mentre es replegava amb les seves tropes cap al nord de Luzon, on encara romanien assetjats un grup de soldats espanyols, presumptament desconeixedors de la nova situació.
El 5 de juny de 1899 el general Antonio Luna, un brillant estrateg i rival en la jerarquia militar d'Aguinaldo, i que havia intentat pactar una rendició amb les tropes nord-americanes, va morir en un enfrontament amb un suboficial. Aguinaldo va rellevar dels seus càrrecs als oficials i les tropes que van participar en l'assassinat. El general Aguinaldo va ser sospitós d'haver ordenat la mort del general Luna.
va ser capturat el 23 de març de 1901 a Palanan, província d'Isabela, gràcies a un estratagema ideat pel general Frederick Funston en què els nord-americans van simular rendir-se. i la guerra va ser declarada oficialment acabada pel govern nord-americà el 2 de juliol de 1902, amb una victòria dels Estats Units. No obstant això, alguns grups filipins, alguns liderats per veterans del Katipunan, una societat revolucionària filipina que havia llançat la revolució contra Espanya, van continuar lluitant contra les forces americanes durant uns quants anys més. Altres grups, inclosos els pobles musulmans moro del sud de Filipines i moviments religiosos quasi catòlics pulahans, van continuar les hostilitats a zones remotes. La resistència a les províncies del sud dominades pels moros, anomenada Rebel·lió Moro pels nord-americans, va acabar amb la seva derrota final a la batalla de Bud Bagsak el 15 de juny de 1913.

## Conseqüències
Alguns grups filipins, alguns liderats per veterans del Katipunan, una societat revolucionària filipina que havia llançat la revolució contra Espanya, van continuar lluitant contra les forces americanes. Entre aquests líders hi havia Macario Sakay, que va establir (o va restablir) la República Tagala el 1902 seguint les línies de Katipunan en contrast amb la República d'Aguinaldo, amb ell mateix com a president. Altres grups, inclosos els pobles musulmans moro del sud de les Filipines i moviments religiosos quasi catòlics de Pulahan, van continuar les hostilitats en zones remotes. La resistència a les províncies dominades pels moro del sud, anomenada la rebel·lió de Moro pels nord-americans, va acabar amb la seva derrota final a la batalla de Bud Bagsak el 15 de juny de 1913.